# Enduction tobogan
L'enduction tobogan est un procédé pour appliquer un fin film liquide sur un substrat plan en mouvement (papier, plastique, bois, etc.). Le film de liquide est produit par une filière afin d'obtenir une épaisseur constante et est ensuite soumis à une glissade sur la face supérieure de la filière avant d'être déposé sur le substrat à revêtir.
L'enduction tobogan se distingue de l'enduction en rideau par la distance extrêmement réduite entre la lèvre de la filière et le substrat (de l'ordre du millimètre comparé à plusieurs décimètres).
Ce procédé permet de revêtir à très grande vitesse avec une grande qualité tout en permettant d'appliquer plusieurs couches en une application. Les vitesses maximales atteignables sont cependant inférieures à celles possibles avec l'enduction en rideau.